# Вкусная дрянь
«Вкусная дрянь» — американский фантастический фильм ужасов с элементами комедии 1985 года, снятый Ларри Коэном.

## Сюжет
Шахтёры находят на земле некую липкую, но очень вкусную массу, похожую на сгущёнку, и решают, что людям стоит это попробовать. Позже по всей стране начинаются активные продажи этой массы, названной «Вкусная дрянь» (англ. The Stuff), в качестве десерта, тем самым угрожая продажам мороженого. Лидеры пошатнувшейся индустрии производства мороженого нанимают бывшего агента ФБР, ныне промышленного шпиона Дэвида «Мо» Рутерфорда и находящегося на грани банкротства продовольственного магната Чарли «Шоколадный Чип» Хоббса для выяснения происхождения «дряни» и её уничтожения. В результате расследования Дэвид обнаруживает, что «дрянь» смертельно опасна и является живым, паразитирующим и, возможно, разумным организмом, который захватывает контроль над разумом, делая людей агрессивными и похожими на зомби и в то же время пожирая их изнутри, после чего «дрянь» покидает тело, оставляя лишь пустую оболочку. После побега из города Дэвид и Чарли разделяются.
Мальчик Джейсон, открыв ночью холодильник, также обнаруживает, что «дрянь» живая, и вся его семья заражена ею. В магазине он крушит полки с «дрянью», пока его не останавливают охранники. Дома семья пытается заставить Джейсона съесть «дрянь», но он тайком спускает её в унитаз, наполняя банку пеной для бритья. Однако обман не удается, и ему приходится убегать от своей семьи. Новость о происшествии в магазине привлекает внимание Дэвида, который хочет поговорить с мальчиком и приезжает к тому домой как раз вовремя, чтобы спасти его от родителей и брата. Также к Дэвиду присоединяется режиссёр рекламы «дряни», Николь, узнавшая что это вещество делает с людьми.
Они прибывают на фабрику по производству «дряни», пытаясь узнать из чего её делают, но работники фабрики держат все в секрете. В то же время Джейсон в самолёте чуть было не становится жертвой «дряни», но успевает сбежать. Он прячется в цистерне грузовика, где его закрывают и увозят в неизвестном направлении. Также «дрянь» нападает на Дэвида и Николь, остановившихся на ночь в мотеле, но им удается её поджечь и сбежать. Они приезжают на фабрику и следуют за колонной грузовиков до карьера, в котором обнаруживается целое озеро «дряни». В цистерну с Джейсоном начинают закачивать «дрянь», но Дэвид, под видом рабочего проникший в карьер, слышит крики о помощи и угоняет грузовик с Джейсоном внутри, попутно взрывая карьер и спасая Николь от напавшего рабочего.
Трио приезжает на базу полковника Малкольма Громметта Спирса, и Дэвид уговаривает его помочь уничтожить «дрянь» и спасти страну. Вместе с отрядом солдат полковника они приезжают на фабрику, где после быстрого штурма обнаруживают лишь оболочки рабочих. В это время огромная масса «дряни» вырывается наружу, группа отступает и улетает в ближайший город, чтобы рассказать всем людям по радио об опасности «дряни». Туда же приезжает Чарли, желая помочь сделать трансляцию, но оказывается, что он заражен «дрянью», которая чуть было не убивает Николь и Джейсона. В последний момент Дэвид убивает «дрянь» с помощью высоковольтного кабеля. Сообщение выходит в эфир, по всей стране люди начинают уничтожать дрянь, фабрику взрывают. Чтобы окончательно закончить дело, Дэвид и Джейсон приезжают к владельцу компании по производству «дряни», мистеру Флетчеру, который оказывается в сговоре с мистером Эвансом, одним из нанимателей Дэвида. Герои заставляют их съесть «дрянь», привезенную с собой, чтобы те получили возмездие от того, что сами натворили. Уходя, Дэвид задает Флетчеру вопрос из слогана фильма «Ты ешь это… или это ест тебя?». Финальные кадры показывают как «дрянь» продолжают продавать подпольно, подобно наркотикам.

## В ролях
- Майкл Мориарти — Дэвид «Мо» Рутерфорд
- Андреа Марковиччи — Николь
- Гаррет Моррис — «Шоколадный Чип» Чарли Хоббс
- Пол Сорвино — полковник Малкольм Громметт Спирс
- Скотт Блюм — Джейсон
- Дэнни Айелло — Викерс
- Патрик О'Нил — Флетчер